# 觉溪站
覺溪站（：／ Gakgye yeok */?）是京釜線沿線的一座鐵路車站，位於韓國忠清北道永同郡深川面覺溪里，有無窮花號列車停靠。

## 車站結構
站體為2面2線的側式月台，月台無編號。

### 月台配置
| ↑ 深川 |
| \| 下  |
| 永同 ↓ |

| 月台 | 路線   | 車種     | 目的地                  |
| ---- | ------ | -------- | ----------------------- |
| 下行 | 京釜線 | 無窮花號 | 往 東大邱方向（未使用） |
| 上行 | 京釜線 | 無窮花號 | 往 大田、榮州方向       |

## 历史
- 1964年7月1日 - 落成使用[1]。

## 相鄰車站
韓國鐵道公社
京釜線
深川－覺溪－永同

## 脚注
1. ↑  철도청 고시 제83호 (1964년 6월 23일)